# Desa Cibenda (administrativ by i Indonesien, lat -7,25, long 106,45)
Desa Cibenda är en administrativ by i Indonesien.   Den ligger i provinsen Jawa Barat, i den västra delen av landet, 120 km söder om huvudstaden Jakarta.